# Анна Марія Еренстраль
Анна Марія Еренстраль (швед. Anna Maria Ehrenstrahl; 4 вересня 1666, Стокгольм — 22 жовтня 1729, Стокгольм) — шведська художниця, портретистка, учениця свого батька Давида Клекер-Еренштраля.

## Біографія
Народилася 1666 року в Стокгольмі в родині художника Давида Клекер-Еренштраля.
У 1886 році вийшла заміж за президента суду Свеаланда Йохана Уотранга. Відповідно до законів того часу, вона була зобов'язана брати прізвище чоловіка і залишилася відома під прізвищем Еренстраль. Після виходу заміж стала домогосподаркою. Фінансове становище сім'ї було дуже хорошим і потреби в заробітку грошей у Анни Марії не було, однак вона продовжила займатися живописом, і навіть іноді брала за це гроші. Дослідники припускають що вона користувалася достатньою повагою у художників-сучасників.
Анна Марія Еренстраль була ученицею свого батька. Була помічницею в його творчості, мала власну майстерню в будинку батька. Займалася написанням копій з полотен батька (в той час копії мали досить цінилися і їх написання було прибутковою справою). Серед створених копій можна відзначити копію портрета Карла XI, який написав її батько у 1676 році.
Як самостійний художник перейняла основні риси творчості свого батька, писала в стилі бароко поодинокі і групові портрети людей, іноді тварин. У віці 24 років написала алегорію чотирьох сезонів року та алегорію Амур і Психея. Пізніше створила портрети принца Фредеріка і принца Карла Густава за дорученням королеви-вдови (1690), портрет принца Густава (1685), портрет королеви Данії Ульріки Елеонори і Аврори Кенігсмарк.
Написала портрети шести президентів суду Свеаланда: Магнуса Габріеля Делагарді, Густава Адольфа Делагарді, Ларса Валленштедта, Габріеля Фалькенберга, Рейнгольда Йогана фон Ферсена і Карла Гілленштерна (1717). У 1717 року пожертвувала всі шість портретів суду Свеаланда.
Померла в Стокгольмі 22 жовтня 1729 року у віці 63 років.

## Галерея

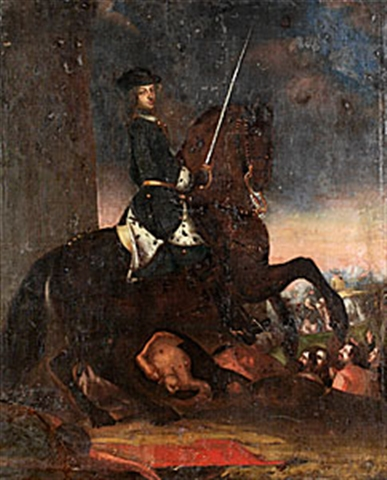
Король Швеції - Карл XII
Карл XII в дитинстві
Гедвига Софія Шведська
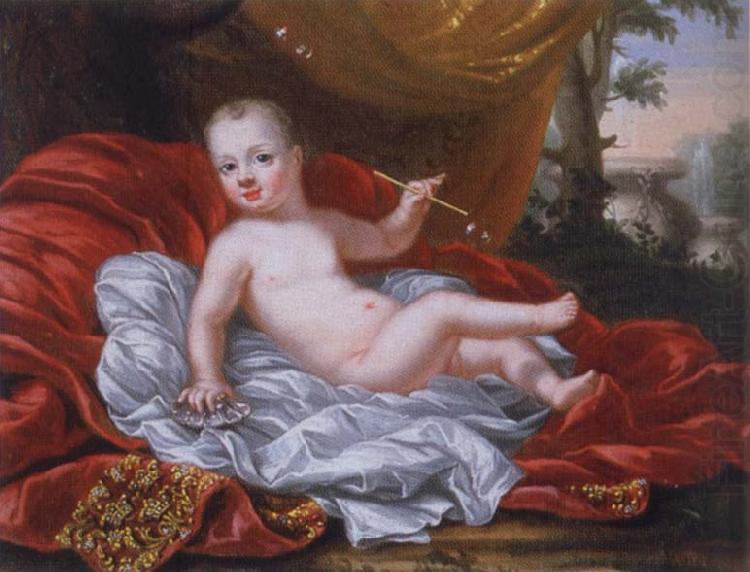
Принц Ульрик